# عشقی برای کشتن
عشقی برای کشتن (کره‌ای: 이 죽일 놈의 사랑; انگلیسی: A Love to Kill) یک مجموعهٔ تلویزیونی کره جنوبی سال ۲۰۰۵ با بازی رین، شین مین آ، کیم سارنگ و لی کی-وو است. این مجموعه از ۳۱ اکتبر تا ۲۰ دسامبر ۲۰۰۵، دوشنبه و سه‌شنبه‌ها ساعت ۲۱:۵۵ (کی‌اس‌تی) از کی‌بی‌اس۲ پخش شد.

## بازیگران
- رین در نقش کانگ بوک-گو[۵]
- شین مین آ در نقش چا اون-سوک
- لی کی-وو در نقش کیم جون-سونگ
- کیم سارنگ در نقش هان دا-جونگ
- کیم یونگ-جه در نقش کانگ مین-گو، برادر بوک-گو
  - جو مین-سو در نقش جوانی مین-گو
- نا یون در نقش پارک می-سوک
- کانگ ره-یون در نقش چوی می-سون
- پارک این-هوان در نقش چا دو-یونگ، پدر اون-سوک
- یو هه-ری در نقش پارک جا-کیونگ، نامادری اون-سوک
- لی مین-هیوک در نقش چا جه-سوک، برادر کوچکتر اون-سوک
- سونگ-هی در نقش چا یو-نا، خواهر کوچکتر اون-سوک
- یو جه-گون در نقش سونگ-جین
- جی سانگ-ریول در نقش ته-چون
- ایم جو-هوان
- لی سون جه
- چوی کوان
- لی دونگ-هو
- پارک سو-هیون
- کیم سونگ-هون
- مین جی-آه

## ریتینگ
در جدول زیر،  اعداد آبی کمترین رتبه را دارند و  اعداد قرمز بیشترین رتبه را نشان می‌دهند.
| تاریخ      | قسمت    | سراسر کشور     | سئول          |
| ---------- | ------- | -------------- | ------------- |
| ۲۰۰۵-۱۰-۳۱ | ۱       | ۱۶٫۴٪ (سوم)    | ۱۶٫۹٪ (سوم)   |
| ۲۰۰۵-۱۱-۰۱ | ۲       | ۱۴٫۸٪ (ششم)    | ۱۵٫۶٪ (پنجم)  |
| ۲۰۰۵-۱۱-۰۷ | ۳       | ۱۶٫۰٪ (چهارم)  | ۱۵٫۷٪ (چهارم) |
| ۲۰۰۵-۱۱-۰۸ | ۴       | ۱۵٫۸٪ (سوم)    | ۱۷٫۹٪ (دوم)   |
| ۲۰۰۵-۱۱-۱۴ | ۵       | ۱۳٫۳٪ (ششم)    | ۱۳٫۷٪ (پنجم)  |
| ۲۰۰۵-۱۱-۱۵ | ۶       | ۱۵٫۴٪ (چهارم)  | ۱۶٫۲٪ (چهارم) |
| ۲۰۰۵-۱۱-۲۱ | ۷       | ۱۵٫۲٪ (چهارم)  | ۱۶٫۴٪ (چهارم) |
| ۲۰۰۵-۱۱-۲۲ | ۸       | ۱۵٫۵٪ (چهارم)  | ۱۵٫۸٪ (چهارم) |
| ۲۰۰۵-۱۱-۲۸ | ۹       | ۱۴٫۲٪ (ششم)    | ۱۴٫۷٪ (پنجم)  |
| ۲۰۰۵-۱۱-۲۹ | ۱۰      | ۱۵٫۸٪ (ششم)    | ۱۶٫۵٪ (پنجم)  |
| ۲۰۰۵-۱۲-۰۵ | ۱۱      | ۱۶٫۲٪ (ششم)    | ۱۷٫۱٪ (پنجم)  |
| ۲۰۰۵-۱۲-۰۶ | ۱۲      | ۱۵٫۲٪ (نهم)    | ۱۷٫۱٪ (پنجم)  |
| ۲۰۰۵-۱۲-۱۲ | ۱۳      | ۱۳٫۴٪ (دهم)    | ۱۳٫۵٪ (نهم)   |
| ۲۰۰۵-۱۲-۱۳ | ۱۴      | ۱۴٫۱٪ (یازدهم) | ۱۴٫۸٪ (دهم)   |
| ۲۰۰۵-۱۲-۱۹ | ۱۵      | ۱۳٫۳٪ (دهم)    | ۱۴٫۲٪ (هشتم)  |
| ۲۰۰۵-۱۲-۲۰ | ۱۶      | ۱۳٫۴٪ (دهم)    | ۱۴٫۳٪ (هشتم)  |
| میانگین    | میانگین | ۱۴٫۸٪          | ۱۵٫۶٪         |

منبع: TNMS Media Korea

## جوایز و نامزدی‌ها
- جوایز درامای کی‌بی‌اس ۲۰۰۵: جایزه نتیزن - رین
- جوایز درامای کی‌بی‌اس ۲۰۰۵: بهترین بازیگر نقش مکمل زن - کیم سارنگ
- جوایز هنری بکسانگ ۲۰۰۶: بهترین کارگردان تازه‌کار (تلویزیون) - کیم کیو-ته
- جوایز تلویزیون آسیایی ۲۰۰۶: بهترین مجموعه درام[۶]

## پخش بین‌المللی
| کشور    | شبکه(ها)/ایستگاه(ها) | زمان پخش      | عنوان                                             |
| ------- | -------------------- | ------------- | ------------------------------------------------- |
| تایلند  | چنل ۷                | ۹ دسامبر ۲۰۰۶ | แค้นเพื่อรัก (khæ̂n pheụ̄̀x rạk; ترجمه: انتقام برای عشق) |
| فیلیپین | ای‌بی‌اس-سی‌بی‌ان        | ۱۹ ژوئن ۲۰۰۶  | عشقی برای کشتن                                    |

## بازسازی
نسخهٔ بازسازی اندونزیایی با عنوان «Bodyguard Jatuh Cinta» بود.
نسخهٔ بازسازی در تایلند با عنوان «รักซ่อนแค้น» (rạk s̀xn khæ̂n; ترجمه: انتقام پنهان عشق) به کارگردانی اتاپورن تیمارکورن بود که از شبکهٔ وان اچ‌دی از ۲۶ ژوئیه ۲۰۱۷ پخش شد.